# ケネシュベク・ドゥシェバエフ
ケネシュベク・ドゥシェバエフ（キルギス語: Кенешбек Дюшебаев、1957年7月8日 - ）は、キルギス共和国の政治家、内務官僚。暫定政府のキルギス国家保安庁長官代行。少将。ケネシュ・ドゥイシェバエフともいう。

## 経歴
チュイ州ケミンスキー地区ブルルダイ村出身。キルギス人。1974年9月1日から内務機関。
- 1974年9月～1978年9月 - ソ連内務省カラガンダ高等学校の聴講生
- 1978年9月～12月 - イスィク・アチンスキー地区執行委員会内務課取調グループの取調官
- 1978年12月～1981年6月 - キルギス・ソビエト社会主義共和国内務省取調局取調班の取調官
- 1981年6月～1985年8月 - ケミンスキー地区内務課ボルドゥン町民警班長
- 1985年8月～1987年8月 - ソ連内務省アカデミーの聴講生
- 1987年8月～1990年12月 - ナルィン州コチコルスキー地区執行委員会内務課副課長
- 1990年12月～1992年1月 - イスィク・クラ州内務局刑事捜索局長
- 1992年1月～1993年7月 - イスィク・クラ州チュプスキー地区内務課長
- 1993年7月～1997年11月 - イスィク・クラ市地区内務課長
- 1997年11月～2000年6月 - 内務省参謀総長
- 2000年6月～2001年1月11日 - 国家保安省オシ州局長
- 2001年1月11日～2002年10月 - 内務次官
- 2002年5月22日～6月 - 内務相代行
- 2002年10月～2004年4月14日 - 内務次官兼ビシュケク市内務局長
- 2004年4月14日～ - ビシュケク市内務局長
- 2005年3月23日～24日 - 副首相兼内務相代行

2005年3月～4月、「アクイカト－公正」党を創設し、5月の大統領選挙に出馬した。
2010年キルギス騒乱後の2010年4月9日、ローザ・オトゥンバエヴァを首班とする暫定人民政府のキルギス国家保安庁長官代行に任命。

## パーソナル
妻帯、3児を有する。